# Бобслей на зимових Олімпійських іграх 1992
Змагання з бобслею на зимових Олімпійських іграх 1992 тривали з 15 до 22 лютого на Бобслейно-санно-скелетонній трасі на гірськолижному курорті Ла-Плань (Франція). Розіграно 2 комплекти нагород.

## Чемпіони та призери

### Таблиця медалей
| Місце              | Країна             | Золото | Срібло | Бронза | Загалом |
| ------------------ | ------------------ | ------ | ------ | ------ | ------- |
| 1                  | Швейцарія          | 1      | 0      | 1      | 2       |
| 2                  | Австрія            | 1      | 0      | 0      | 1       |
| 3                  | Німеччина          | 0      | 2      | 1      | 3       |
| Загалом (3 збірні) | Загалом (3 збірні) | 2      | 2      | 2      | 6       |

### Види програми
| Дисципліна          | Золото                                                                     | Золото  | Срібло                                                                   | Срібло  | Бронза                                                                       | Бронза  |
| ------------------- | -------------------------------------------------------------------------- | ------- | ------------------------------------------------------------------------ | ------- | ---------------------------------------------------------------------------- | ------- |
| Двійки (чоловіки)   | Швейцарія (SUI-1) Ґустав Ведер Донат Аклін                                 | 4:03.26 | Німеччина (GER-1) Руді Лохнер Маркус Ціммерман                           | 4:03.55 | Німеччина (GER-2) Крістоф Ланґен Ґюнтер Еґер                                 | 4:03.63 |
| Четвірки (чоловіки) | Австрія (AUT-1) Інго Аппельт Гаральд Вінклер Гергард Гайдахер Томас Шролль | 3:53.90 | Німеччина (GER-1) Вольфґанґ Гоппе Богдан Мусьол Аксель Кюн Рене Ганнеман | 3:53.92 | Швейцарія (SUI-1) Ґустав Ведер Донат Аклін Лоренц Шиндельгольц Курдін Морель | 3:54.13 |

## Країни-учасниці
У змаганнях з бобслею на Олімпійських іграх в Альбервілі взяли участь спортсмени 25-ти країн. Ірландія, Латвія, Пуерто-Рико і Об'єднана команда дебютували в цьому виді програми.
- Нідерландські Антильські острови (2)
- Австралія (2)
- Австрія (8)
- Болгарія (5)
- Канада (9)
- Франція (9)
- Велика Британія (8)
- Німеччина (12)
- Ірландія (4)
- Віргінські Острови (8)
- Італія (8)
- Ямайка (5)
- Японія (4)
- Латвія (8)
- Мексика (7)
- Монако (5)
- Норвегія (2)
- Пуерто-Рико (4)
- Румунія (5)
- Швейцарія (8)
- Чехословаччина (6)
- Китайський Тайбей (4)
- Об'єднана команда (9)
- США (12)
- Югославія (5)